# ساعدة (اسم)
ساعدة هو اسم علم مذكر من أصل عربي، ومعناه هو الخشبة التي تمسك بكرة البئر، مجرى الماء إلى النهر أو البحر، مجرى المخ في العظم، مجرى اللبن في الضرع، ما يلبس على الساعد من حديد أو ذهب.

## وصلات خارجية
- موسوعة السلطان قابوس لأسماء العرب نسخة محفوظة 5 أبريل 2019 على موقع واي باك مشين.